# Pila occidentalis
Pila occidentalis е вид коремоного от семейство Ampullariidae.

## Разпространение
Видът е разпространен в Ангола, Ботсвана, Замбия и Намибия.